# Mirosław Lalak
Mirosław Lalak (ur. 15 sierpnia 1955 w Resku, zm. 24 marca 1999 w Szczecinie, pochowany w Łobzie) – polski krytyk literacki, teoretyk i historyk literatury, adiunkt w Instytucie Filologii Polskiej Uniwersytetu Szczecińskiego, absolwent Wyższej Szkoły Pedagogicznej w Szczecinie, doktorat w Instytucie Badań Literackich Polskiej Akademii Nauk w Warszawie.

## Droga kariery zawodowej
- W czasie studiów pracuje jako asystent w Zakładzie Teorii Literatury WSP w Szczecinie
- W 1978 debiutuje recenzją książki Czesława Czerniawskiego Ballada o człowieku spokojnym w Głosie Szczecińskim, gdzie później publikuje
- W 1979 kończy filologię polską na Wyższej Szkole Pedagogicznej w Szczecinie, wcześniej Technikum Elektryczne w Stargardzie i SP 2 w Łobzie[3]
- W latach 1979–84 jest na studiach doktoranckich w Instytucie Badań Literackich PAN
- W marcu 1983 tymczasowo aresztowany za rozprowadzanie wydawnictw bezdebitowych, zwolniony w sierpniu[4]
- W latach 1984–91 jego recenzje i artykuły publikują Kierunki (1984-86), Nowe Książki (od 1985, z przerwami), Między innymi (1986-88), Zeszyty Naukowe Uniwersytetu Szczecińskiego
- W latach 1989–93 wicedyrektor Instytutu Filologii Polskiej US, ma wykłady w Koszalinie i Gorzowie Wielkopolskim, prowadzi warsztaty dziennikarskie, był członkiem komisji Olimpiad Literatury i Języka Polskiego, zakłada koło młodych krytyków przy wydawnictwie Glob, organizuje odczyty naukowe i wieczory autorskie, autor wstępów do książek pisarzy szczecińskich, współpracownik rozgłośni Polskiego Radia i Telewizji Polskiej w Szczecinie
- W 1990 uzyskał doktorat na podstawie rozprawy Między historią a biografią. O prozie Stanisława Rembeka
- Od 1992 członek Stowarzyszenia Pisarzy Polskich w latach 1992-1996 sekretarz, a od 1996 wiceprezes oddziału szczecińskiego
- W 1994 założył i był redaktorem Szczecińskiego Dwumiesięcznika Kulturalnego Pogranicza
- Autor tekstów w Prowincjonalnym Okazjonalniku Literackim Łabuź
- Inicjator przewodnika encyklopedycznego Literatura na Pomorzu Zachodnim do końca XX wieku wydanego w 2003[5].